# Fura

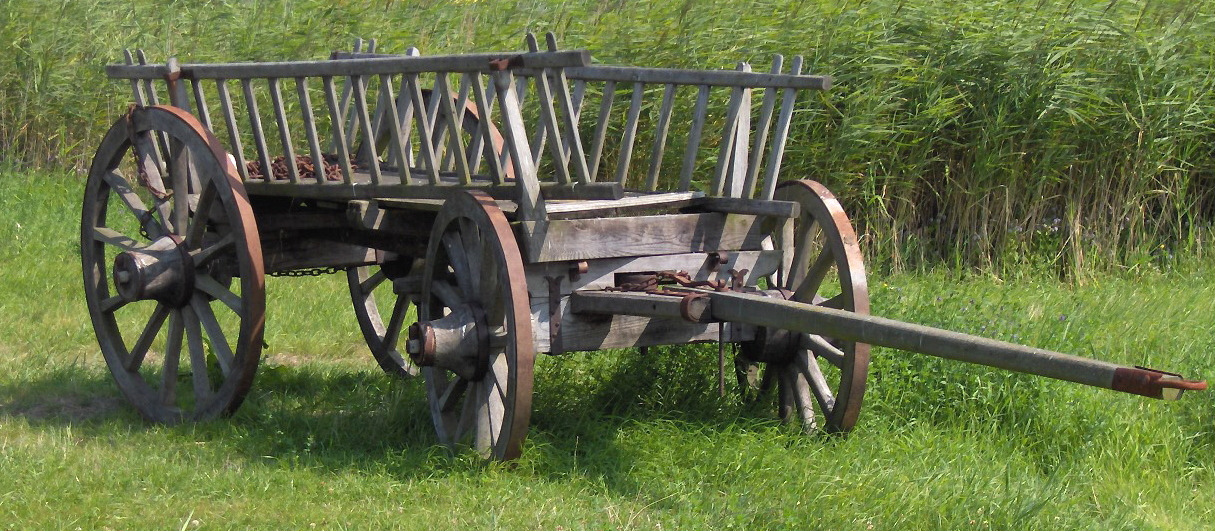
Fura (wóz drabiniasty)

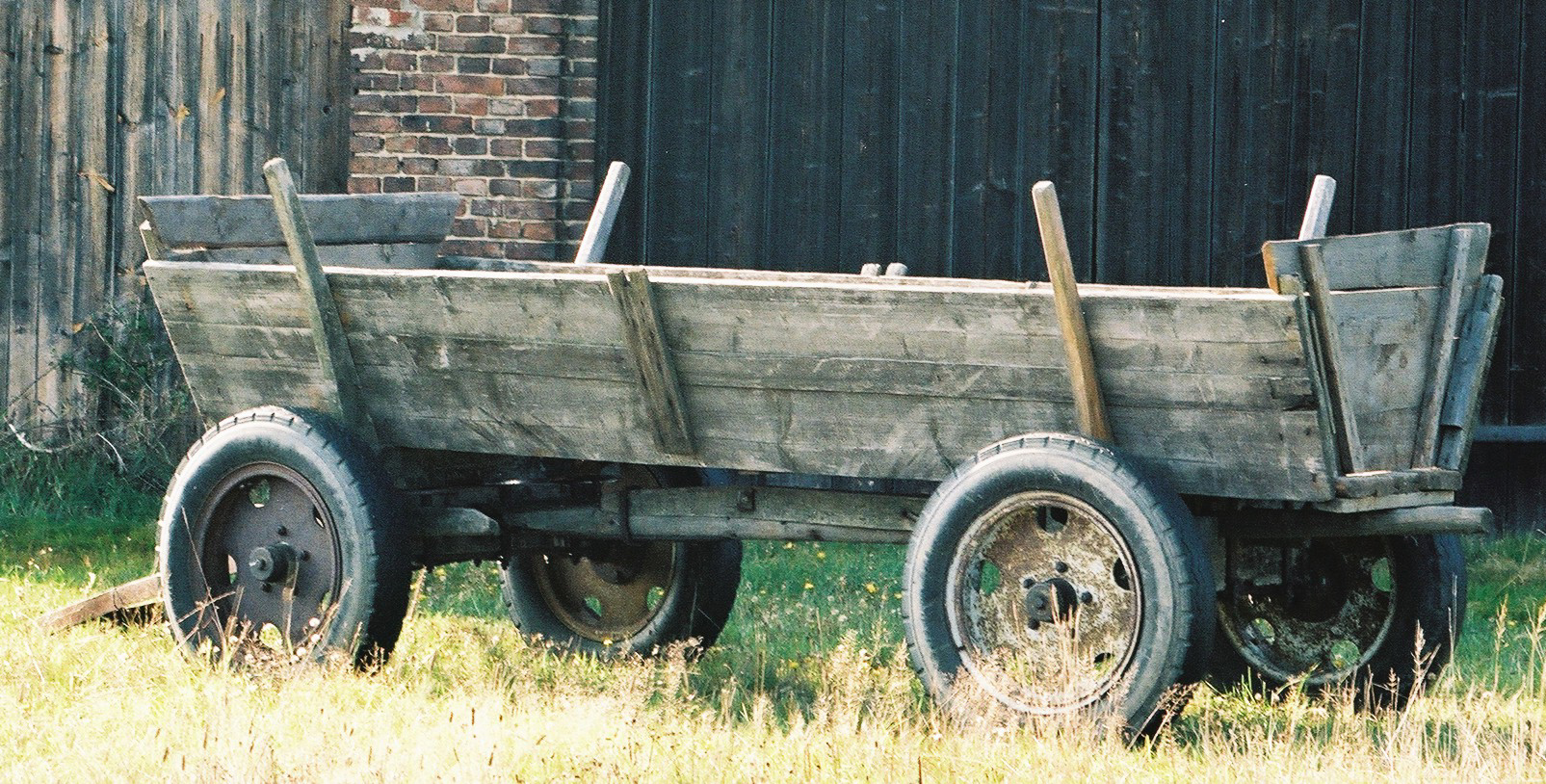
Fura z kołami ogumionymi

Fura, furmanka, wóz, wóz konny – tradycyjny kołowy pojazd zaprzęgowy używany głównie w rolnictwie do przewożenia płodów rolnych.
Fury różniły się materiałami i sposobami wykonania. Wykonanie różniło się w zależności od regionu, przeznaczania oraz zamożności właściciela. Pierwotnie wykonywana w całości z drewna, zmieniała się wraz z rozwojem techniki. W Polsce od około XIV w. w konstrukcji furmanki zaczęto stosować żelazo, z którego pierwotnie wykonane były tylko osie wozu, później obręcze kół i okucia elementów konstrukcyjnych zapobiegające rozdzielaniu się elementów drewnianych wzdłuż włókien. W miarę rozwoju techniki stosowano coraz więcej elementów żelaznych, pierwotnie do łączenia elementów drewnianych, a w XX w. nawet do wykonywania elementów konstrukcyjnych. W latach pięćdziesiątych XX wieku zaczęto zastępować koła drewniane stalowymi ogumionymi, a drewniane piasty metalowymi z łożyskami tocznymi.

## Konstrukcja
Fura składała się z wózka przedniego, zwanego kierownikiem, oraz tylnego, zwanego zadem. Wózki połączone były rozworą, połączoną na sztywno z wózkiem tylnym metalową obręczą zaciskową, umożliwiającą rozmontowanie i zmianę długości wozu w miarę potrzeby.
Obręcz koła składała się z 5-7 segmentów zwanych dzwono, każdy element łączony był dwiema drewnianymi szprychami z piastą. Obręcz koła i piasta okute były żelaznymi obręczami. Przednie koła były mniejsze od tylnych.
Przednia para kół połączona z długim drągiem (dyszlem) umożliwiała zmianę kierunku jazdy (kierowanie). Połączenie przedniej pary kół z tylną (tzw. zwora lub sfora) umożliwiało zmianę długości fury w zależności od potrzeb. Elementy metalowe to okucia, często ozdobne, dwie stalowe osie (przednia i tylna), żeliwne tuleje ślizgowe w piastach kół oraz elementy mocujące i złączne w postaci różnego rodzaju pierścieni, sworzni itp. Rozkładana konstrukcja wozu miała praktyczne zastosowanie, gdyż ułatwiała jego przechowywanie w stodole w sezonie jesienno-zimowym.
Od połowy XX w. do konstrukcji wozów zaczęto stosować elementy samochodów i przyczep, zastępując niektóre drewniane elementy stalowymi, a koła stalowe takimi z pneumatycznym ogumieniem. Na terenach górskich zmiany wprowadzano z opóźnieniem.

## Zaprzęganie
Koń (lub para koni) zaprzęgane były do fury przy pomocy postronków przywiązanych z jednej strony do orczyka (lub dwóch orczyków, po jednym dla każdego konia), zaczepionego u nasady dyszla, a z drugiej do chomąta, założonego na kark konia. Przy niewielkim obciążeniu ciągniona najczęściej przez jednego konia; podczas transportu ciężkich ładunków zaprzęgano parę koni.
Inaczej zaprzęgano konie do fury we wschodniej części Podlasia. Fura nie posiadała jednego dyszla, lecz dwa drążki zwane hołoblami. Pomiędzy nimi był zaprzężony koń z założonym na kark chomątem. Z obu stron chomąta przywiązane były użwy – mocne rzemienie. Do przymocowania użew do hołobli służyła drewniana duha (duga).
Na głowę koń miał założoną uzdę, a w pysku kiełzno. Woźnica kierował koniem za pomocą lejców połączonych z kiełznem.

## Użytkowanie
Później fura często była dopinana do traktora, formalnie nie można było ciągnąć fury po drogach publicznych, ale było to zazwyczaj tolerowane przez milicję. 
Używana do wszelkiego transportu towarów i ludzi na wsi, przeważnie przy zwożeniu płodów rolnych do magazynów, stodół. Ładowność fury ograniczona była siłą ciągnących ją koni i stanem drogi bądź pola, po którym się poruszano. Materiały lekkie ładowane produkty piętrzono ponad burty. Przy zwózce snopów, słomy czy siana zmieniano wóz na wersję drabiniastą, na bardzo lekki ładunek (siano) przewiązywano wzdłuż liną, bądź kładziono żerdź przywiązywaną do fury przy pomocy powrozów. Do zwózki ziemniaków, buraków i innych sypkich materiałów używano burt pełnych oraz zatylników zamykających z przodu i z tyłu przestrzeń ładunkową. Do przewozu obornika stosowano układ z jedną burtą i ewentualnie jedną deską z drugiej strony, taki układ ułatwiał boczne ładowanie i rozładowanie obornika. Do przewozu drewna długiego stosowano tylko podwozie, bez dodatkowego wyposażenia. 

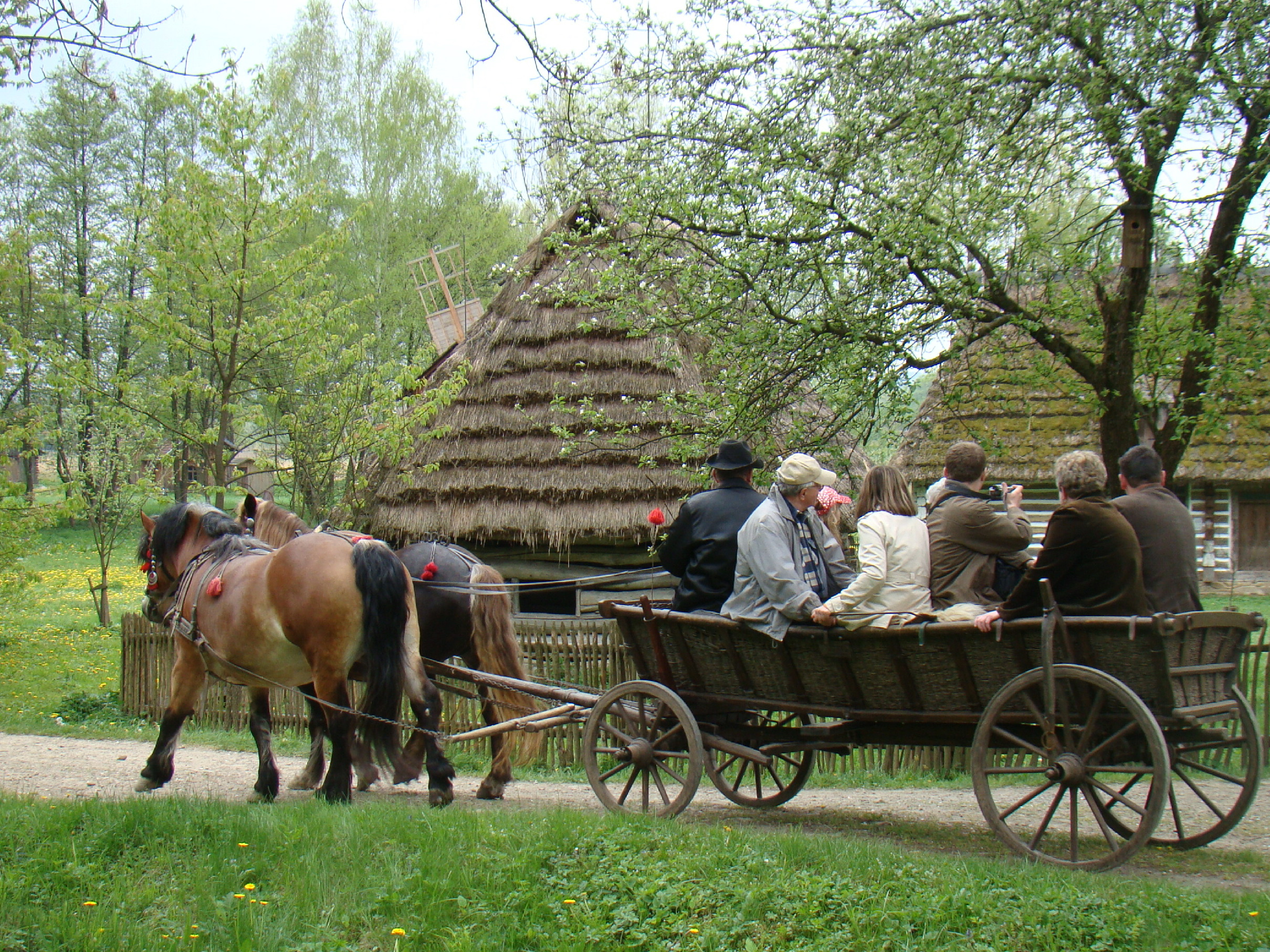
Skansen w Sanoku (2009)
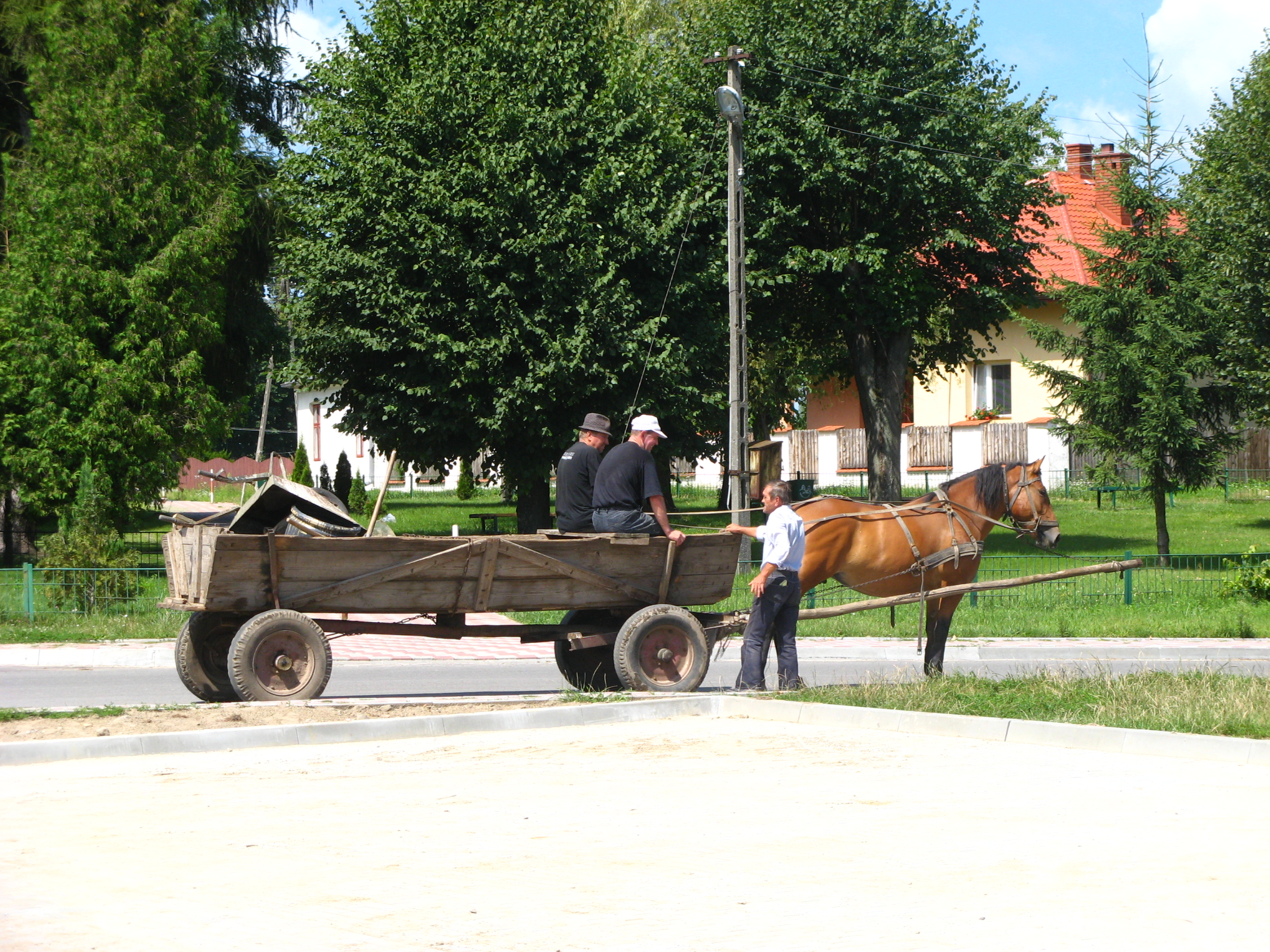
Wielkie Oczy (2008)
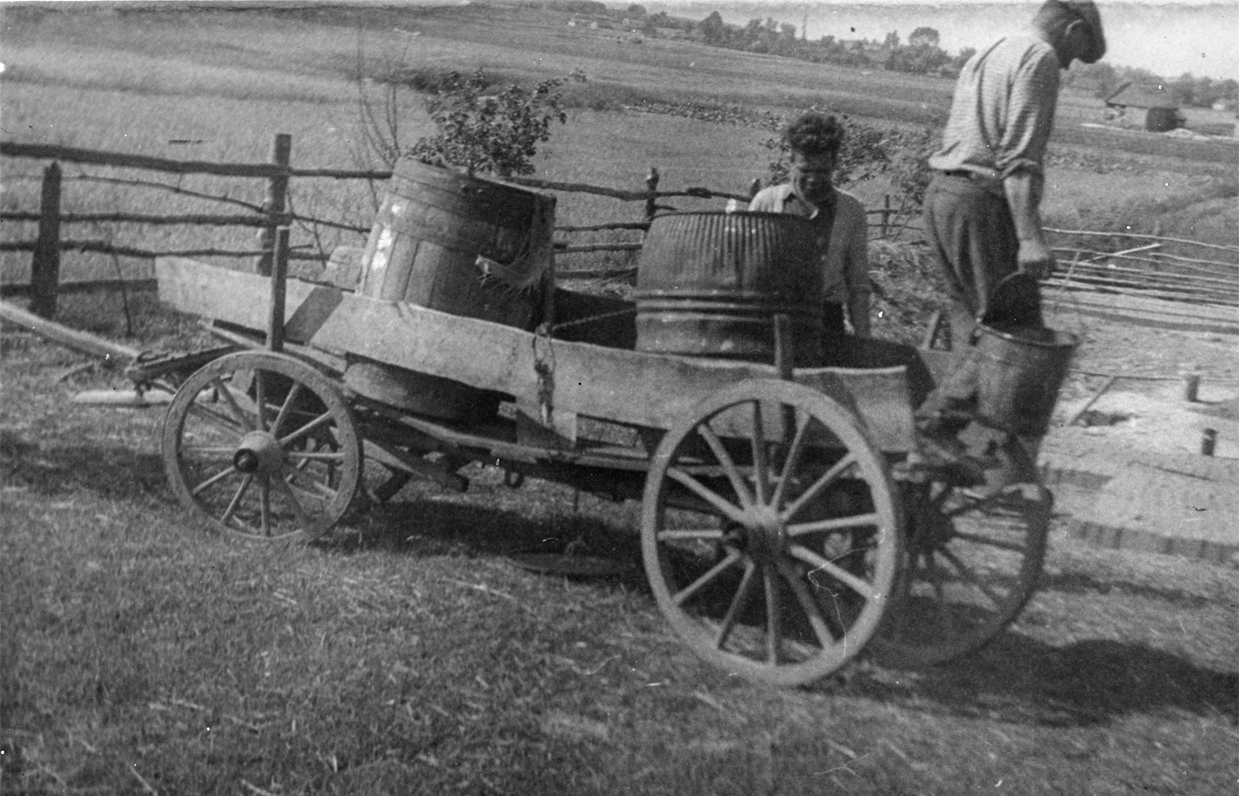
Wóz konny
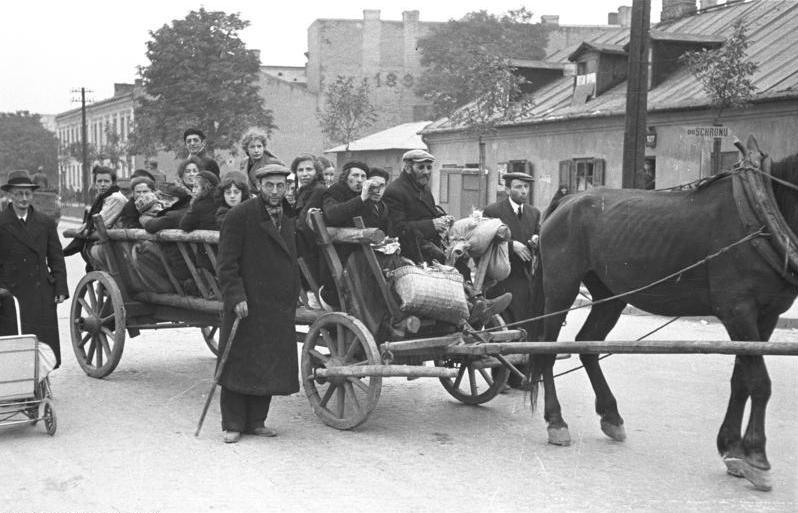
Warszawa (1939)
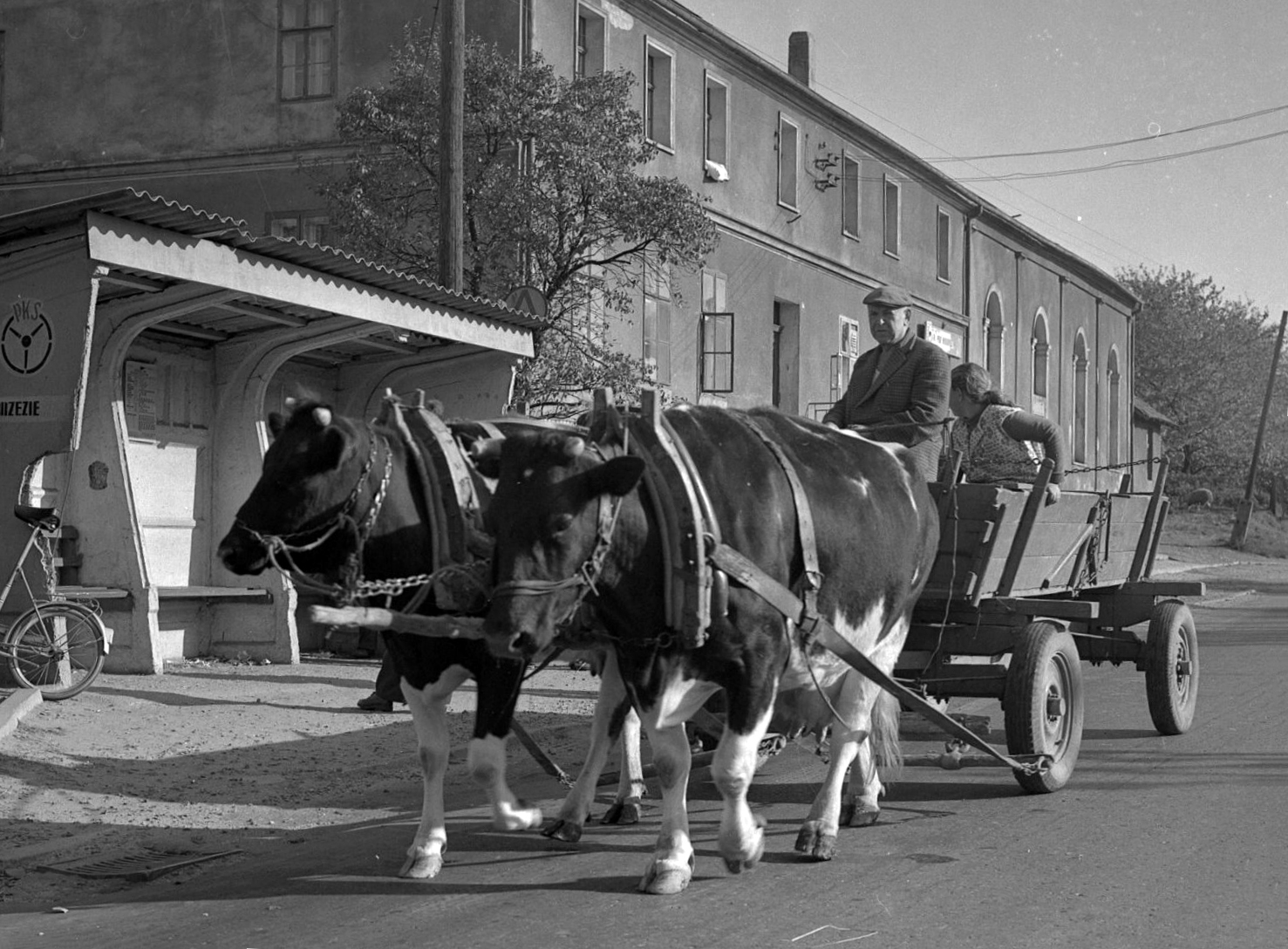
Krowy w zaprzęgu
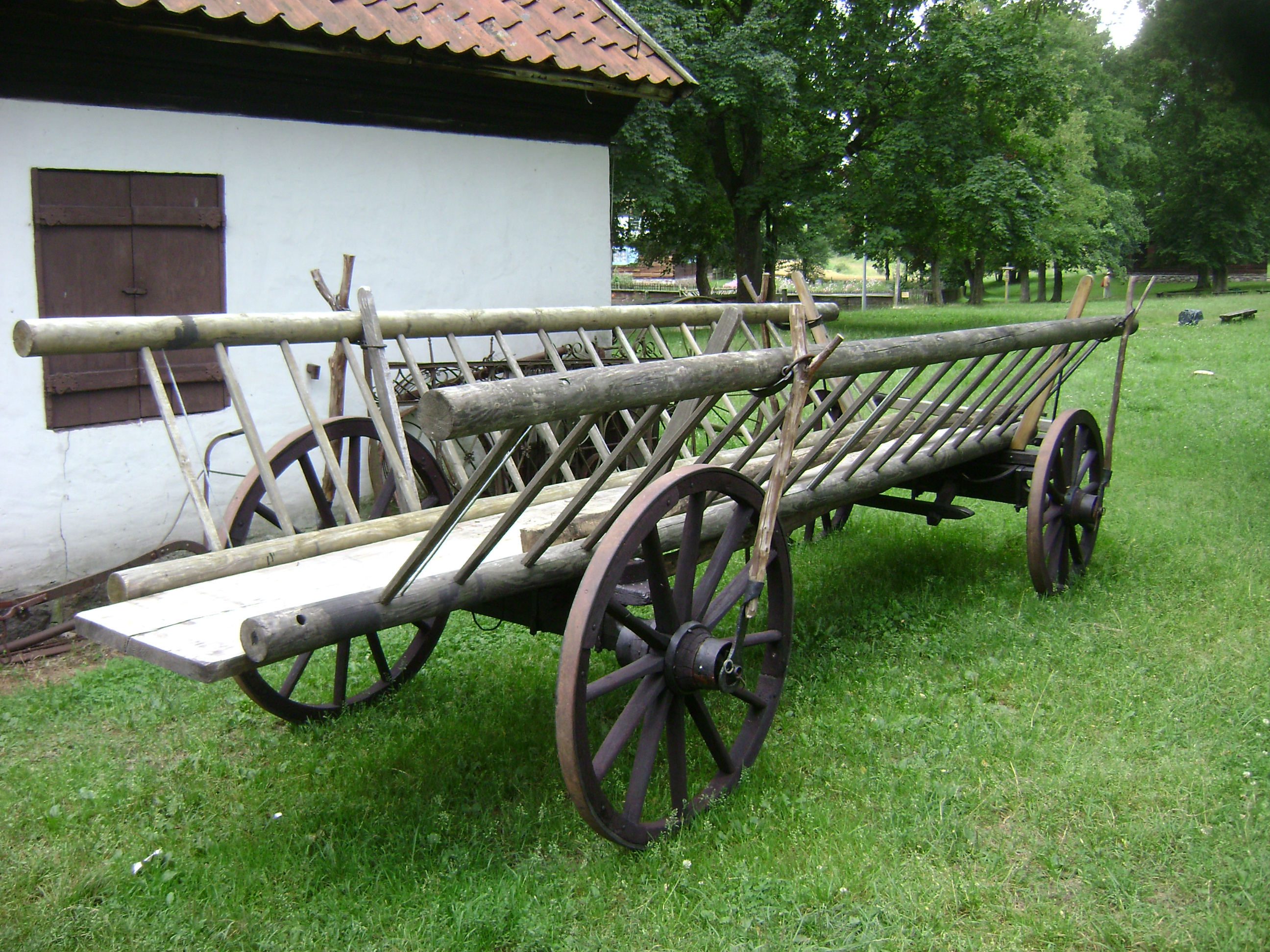
Skansen w Olsztynku (2009)
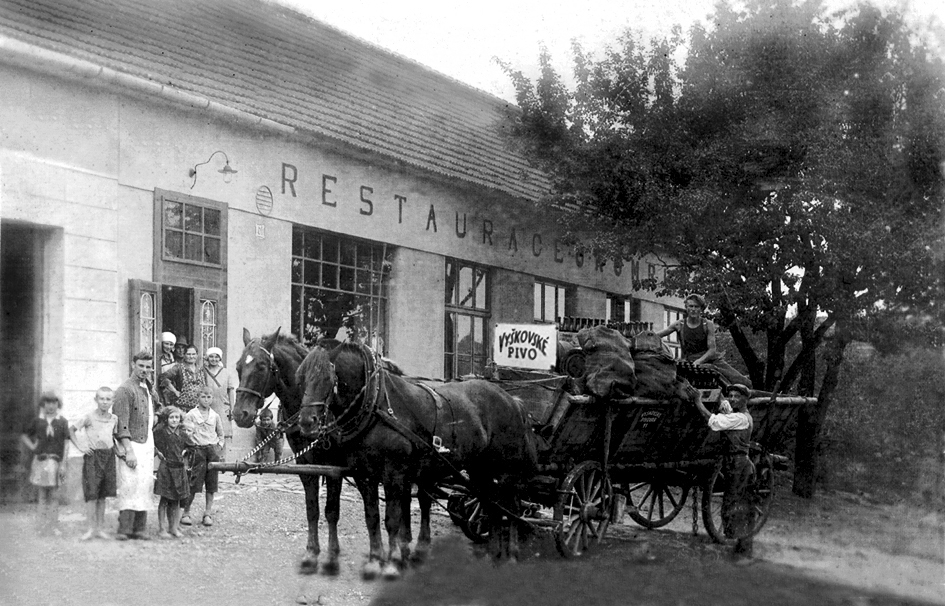
Czechy początek XX w.

## Wóz taborowy

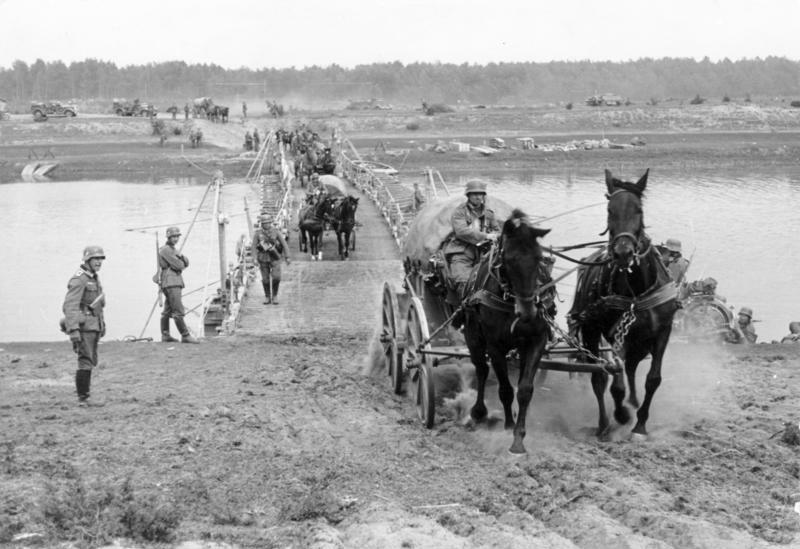
Niemiecki wóz taborowy w trakcie kampanii wrześniowej

Zanim wojsko zaczęło powszechnie używać pojazdów mechanicznych podstawowym środkiem transportu – przede wszystkim zaopatrzenia – były zaprzęgi konne. Oprócz specjalistycznych (np. dla saperów, ruchomych kuźni itp.) w masowym użyciu był wóz taborowy, czyli wojskowa odmiana furmanki. W trakcie mobilizacji tabor uzupełniano rolniczymi furmankami.
Wozy taborowe używane przez wszystkie armie niewiele się różniły, głównie ciężarem (i ładownością) w zależności od terenu.
Polski parokonny wóz taborowy wz. 19 ważył 380 kg, jego ładowność określano na od 400 kg (najgorsze drogi) do 600 kg (najlepsze drogi) (Instrukcja .. pkt. 66).

## W heraldyce
Element furmanki w heraldyce:

Dawny herb Miechowic